# Anello 6
L'Anello 6 che ruota attorno ad Urano, orbita ad una distanza di 41 837 km dal centro del pianeta; è il più interno degli anelli di Urano, ad eccezione dell'Anello Zeta se la sua esistenza venisse confermata. Come gli altri anelli è molto sottile, la sua larghezza è compresa fra 1 e 3 km.